# Simon de Freine
Simon de Freine, a veces llamado de Fresne o Dufresne, fue un poeta y literato anglo-normando nacido hacia 1140 y muerto hacia 1210.
Simon de Fresne era un canónigo de Hereford. Fue el primer trovador que utilizó el acróstico para darse a conocer. En efecto, los veinte primeros versos de su traducción dan: "Simun de Freisne me fist.".
Escribió Le Roman de Fortune, una imitación de la Consolación de Boecio acerca de la inconstancia de la fortuna y los motivos de consuelo ante las adversidades en 1600 versos de estilo firme y preciso. En él se encuentra la afirmación neta y positiva de una "cuarta parte del mundo". 
También es autor de cartas a Giraud de Cambrie y de una Vida de San Jorge.